# 乔波河

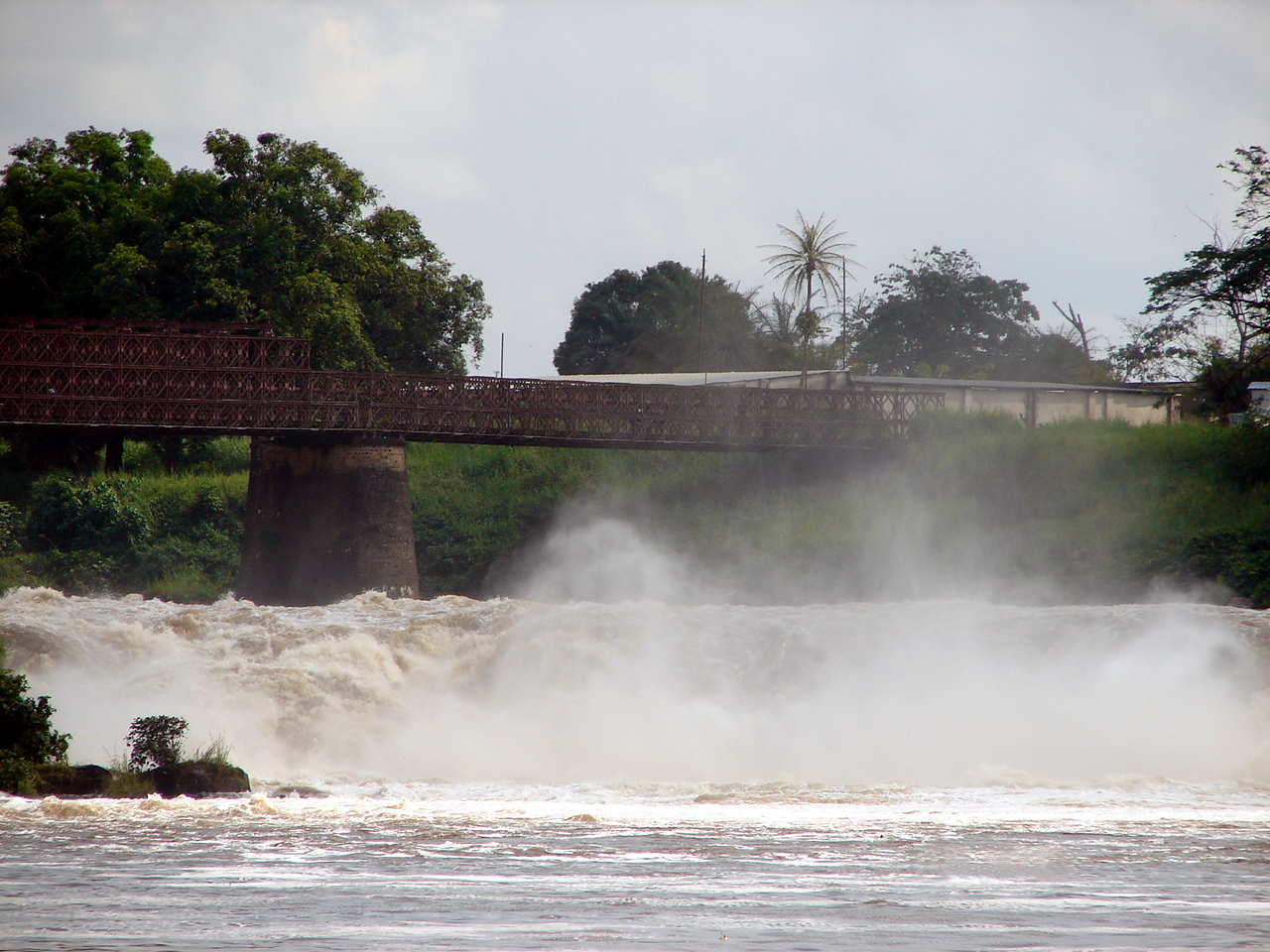
乔波河

乔波河（法語：Rivière Tshopo），刚果河支流之一。起源於刚果民主共和国邊境，在基桑加尼注入刚果河。